# Protostjärna

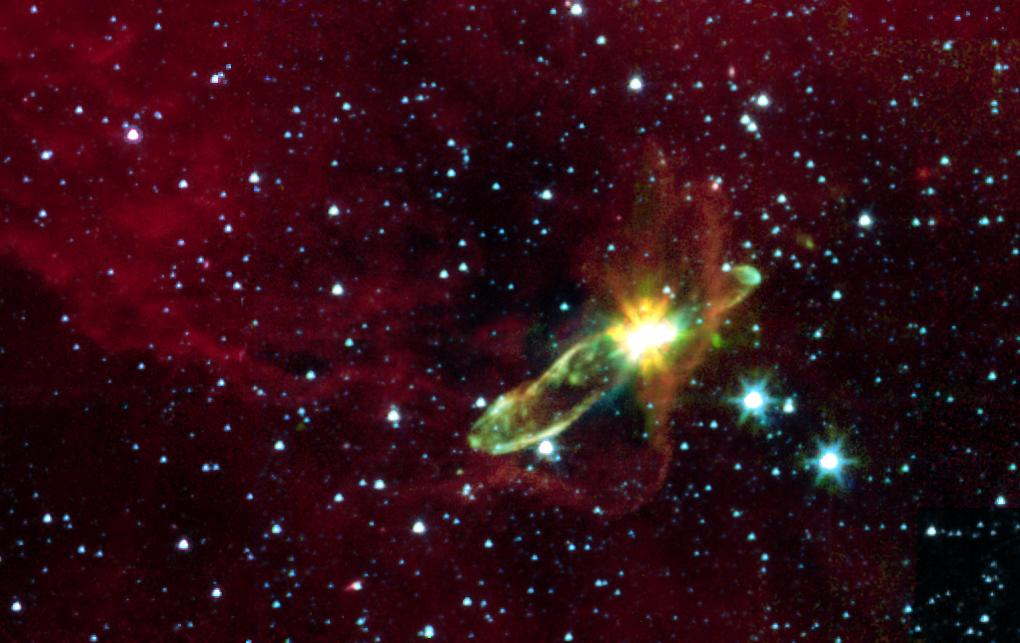
En bild på en protostjärna tagit av Spitzerteleskopet i nära infrarött ljus

En protostjärna är ett förstadium i en stjärnas utveckling där moln av väte, helium och rymdstoft kontraherar innan den når den så kallade huvudserien. 

## Uppbyggnad
Protostjärnor med massor omkring solens tar ungefär 10 miljoner år på sig innan de når huvudserien. Om massan är mycket högre, så utvecklas stjärnan betydligt snabbare - en massa motsvarande 15 solmassor kan nå huvudserien redan inom 100,000 år. En protostjärna formas genom kontraktion av gigantiska gasmoln i det interstellära mediet (gas och stoft i den interstellära rymden). Observationer visar att dessa gigantiska gasmoln i stort sett befinner sig i ett jämviktstillstånd - i det hela balanseras molnets gravitationella bindningsenergi med molekylernas kinetiska energi (rörelseenergi).
En liten påverkan kan dock få molnet ur balans. Några exempel är chockvågor från supernovor, andra närbelägna gasmoln (en nära passage räcker, men de kan även kollidera) och densitetsvågor. Oavsett vad som kan tänkas störa molnet, om påverkan är tillräckligt stor, kan det få gravitationen att dominera inom en viss region i gasmolnet och sätta jämviktsspelet ur balans.
Den brittiska fysikern sir James Jeans studerade detta fenomen i detalj. Han kunde visa att under lämpliga villkor så kunde ett moln, eller delar av ett moln, börja dra ihop sig. Han härledde en formel för att beräkna massan och storleken som ett moln behövde som funktion av dess densitet och temperatur innan en så kallad gravitationell kollaps skulle ske. Denna kritiska massa är känd som Jeansmassan och ges av följande formel:
{\displaystyle M_{j}=k{\sqrt {\frac {T^{3}}{n}}}}
där n är antalet atomer per kubikmeter, k en konstant och T är gastemperaturen.

## Fragmentering
Man finner oftast stjärnor i grupper som kallas för hopar, där alla stjärnor inom hopen bildas ungefärligen samtidigt. Detta kan förklaras, om man antar att när gasmolnet drar sig samman, så gör det inte detta likformigt. Richard Larson poängterade att de gigantiska molnen, i vilka stjärnor skapas, har iakttagits nästan överallt ha turbulenta hastigheter, som omfattar alla skalor i gasmolnet. Dessa hastigheter komprimerar gasen i chocker, vilka alstrar trådlika (filament) och klump-strukturer inom molnet. Denna process kallas för turbulent fragmentering. En del klumpiga strukturer överskrider sin Jeans massa och blir således gravitationellt instabila och kan fragmenteras ännu en gång till att bilda system av en eller flera stjärnor.
Oavsett orsak så bryts gasmolnet upp till flera, mindre regioner som i sin tur kan brytas upp till ännu mindre delar och bilda stjärnhopar av protostjärnor. Detta stämmer överens med observationer om att stjärnhopar är vanliga.

## Temperaturökning
I takt med att molnet fortsätter att kontrahera, kommer även temperaturen att öka. Detta beror på att gravitationell energi omvandlas till termisk energi. När en partikels avstånd till centrum av det kontraherande fragmentet minskas, kommer det resultera i att dess gravitationella energi minskar. Den totala energin måste vara konstant, så en reducering av gravitationell energi kompenseras med en ökning av partikelns kinetiska energi. Detta kan uttryckas som en ökning av termisk energi, eller en ökning av temperatur i gasmolnet. Ju mer molnet kontraherar, desto mer kommer temperaturen att öka.
Kollisioner mellan molekyler lämnar dem ofta i exciterade tillstånd. När de återgår till sitt grundtillstånd, sänder de ut strålning av karaktäristisk frekvens. Eftersom tätheten till en början inte är speciellt stor, finns det stora möjligheter för denna strålning att försvinna ut ur molnet, vilket motverkar en snabb ökning av temperaturen i molnet.
När molnet drar ihop sig, blir tätheten större och större, vilket har som följd att det blir svårare och svårare för strålning att ta sig ut ur molnet. Gasens opacitet ökar och temperaturen i molnet kommer att öka snabbare i takt med att den kontraherar.
När temperaturen blir tillräckligt hög kan vätet fusioneras till helium. Detta markerar stjärnans födelse och då lämnar den protostadiet för ett långt och betydligt lugnare liv i huvudserien.

## Historia
Termen "protostjärna" (engelska: protostar), användes för första gången i skrift 1889:
"A protostar acquiring two condensations will become a binary and be stable thereafter [..] Whether a binary or a single star results depends largely on the total angular momentum of the protostar"